# Bojt
Bojt è un comune dell'Ungheria di 608 abitanti (dati 2001). È situato nella contea di Hajdú-Bihar.